# Томсон, Илайхью
Илайхью (Элайгю) Томсон (англ. Elihu Thomson; 29 марта 1853 — 13 марта 1937) — британский, американский инженер, изобретатель и предприниматель. 
Член Национальной академии наук США (1907).

## Биография
Родился в Манчестере (Англия) 29 марта 1853 года. Вместе с семьёй переехал в Филадельфию в 1858 году. Томсон обучался Central High School в Филадельфии, которую окончил в 1870 году. После окончания школы стал преподавателем, а в 1876 году, в возрасте двадцати трех лет, стал заведующим кафедрой химии. В 1877 году начал исследования в области контактной сварки, разработал способ стыковой сварки и внедрил её в промышленность. В 1880 году он завершил преподавание и стал проводить исследования в области электротехники.
Томсон основал Thomson-Houston Electric Company. Помимо аппаратов контактной сварки он разрабатывает проекты дуговой системы освещения, силовые трансформаторы. В 1892 году Thomson-Houston Electric Company слилась с Edison General Electric Company, чтобы стать General Electric Company.
- Машина Элиу Томсона для контактной стыковой сварки.
- Ваттметр Элиу Томсона

## Награды
В 1889 году и в 1891 году получил две медали Джона Скотта, в 1901 году получил премию Румфорда, в 1909 году стал первым лауреатом медали Эдисона. В дальнейшем получил медаль Эллиота Крессона (1912), медаль Хьюза (1916), медаль Джона Фрица (1916), медаль Франклина (1925), медаль Фарадея (1927).
За свои изобретения (всего у него их было более 700) и научные достижения он был также удостоен наград многих научных обществ, институтов и государств.
Также удостоен французского ордена Почетного легиона.

## Патенты Элиу Томсона
- U.S. Patent 261 790 Electric-Arc Lamp
- U.S. Patent 283 437 Electric Lamp
- U.S. Patent 297 200 Electric-Arc Lamp
- U.S. Patent 302 963 Regulator For Dynamo-Electric Machines
- U.S. Patent 335 159 System Of Electric Distribution
- U.S. Patent 350 956 Automatic Compensator For Magnets
- U.S. Patent 367 469 System Of Electric Distribution
- U.S. Patent 360 122 System Of Electric Distribution
- U.S. Patent 403 707 Process Of Electric Soldering
- U.S. Patent 451 345 Method Of Electric Welding
- U.S. Patent 461 144 Electric-Arc Lamp
- U.S. Patent 461 856 Mode Of Making Tools
- U.S. Patent 478 145 Electric-Arc Lamp
- U.S. Patent 488 585 Electric-Arc Lamp
- U.S. Patent 500 629 Electric Switch
- U.S. Patent 508 647 Electric-Lighting System
- U.S. Patent 501 114 Lightning-Arrester
- U.S. Patent 502 788 Regulator For Electric Generators
- U.S. Patent 518 291 Mode Of Cooling Electric Motors
- U.S. Patent 735 621 Electrostatic Motor
- U.S. Patent 1 078 225 Electrical Welding Of Sheet Metal